# Saksegoteja
Saksegoteja (lat. Saxegothaea), monotipski biljni rod iz porodice tisuljevki. Jedina vrsta je S. conspicua, vazdazeleni grm do manje drvo koje prvenstveno raste u umjerenom biomu Čilea i Argentine.
Ime roda u čast je princa Alberta, Albert fon Saks-Koburg i Gota.

## Sinonimi
- Squamataxus J.Nelson in Pinaceae: 168 (1866)